# Assurdã III
 Assurdã III (Ashur-dan)  foi um rei da Assíria que reinou de 773 a 755 a.C., foi filho de Adadenirari III, e sucedeu o seu irmão Salmanaser IV em 773 a.C..
O reino de Assurdã III atravessou uma época difícil, o poder do rei foi muito limitado pela pela influência dos dignitário da corte, particularmente pela influência de Samsilu, que era o comandante-em-chefe (turtanu).
De acordo com o cânone do epônimo, em 765 a.C., a Assíria foi devastada por uma praga, e no ano seguinte o rei não pôde fazer campanha planejada (era habitual para o rei assírio  conduzir uma expedição militar todos os anos). Em 763 a.C. uma revolta que com influência fora do império, durou até 759 a.C., quando uma outra praga se a bateu sobre o país.
O reinado de Assurdã III e os reinados seus precedentes foram datados astronomicamente baseados na única referência verificável, um eclipse solar registado nas crônicas assírias, o eclipse chamado Bur Sagale. Assurdã III foi sucedido por um outro irmão, Assurnirari V.